# Liste bedeutender Pädagogen
Diese Liste bedeutender Pädagogen dient Referenzzwecken: sie soll sämtliche Lebens- und Werkbeschreibungen von Pädagogen in der Wikipedia zugänglich machen.
Die Liste ist alphabetisch (nach Nachnamen) geordnet und nennt jeweils Name, Lebensdaten, hauptsächliche Wirkungsorte sowie knappe Stichwörter zu Schulzugehörigkeit und bleibender Leistung. Um zu vermeiden, dass eine Liste von Persönlichkeiten entsteht, die zwar bedeutend sind, über die aber man in der Wikipedia nichts erfahren kann, wird dringend empfohlen, vor Eintragung in die Liste einen eigenen Artikel zur betreffenden Person zu erstellen.
Wer eine neue Pädagogenbiographie anlegt, wird freundlichst gebeten, auch im Portal:Pädagogik darauf aufmerksam zu machen.

## A
- Hans Aebli (1923–1990), kognitionspsychologisch begründete Schuldidaktik
- Frederick Matthias Alexander (1869–1955), Australien, England: „Alexandertechnik“
- Karel Slavoj Amerling, Pseudonym Strnad Klatovský (1807–1884), tschechischer Pädagoge
- Ann Andreasen (* 1960), Färingerin, Leiterin des Kinderheims in Uummannaq in Grönland
- August Friedrich Moritz Anton, (1798–1868) deutscher Pädagoge und Schulleiter
- Oskar Anweiler, (1925–2020), Ruhr-Universität Bochum, Vergleichende Erziehungswissenschaft
- David Paul Ausubel (1918–2008), Kognitionspsychologie

## B
- Adolf Gideon Bartholdi (1688–1768)
- Dietrich Benner (* 1941), Humboldt-Universität zu Berlin, Allgemeine Pädagogik
- Johann Bernhard Basedow (1724–1790)
- Oskar Benda (1886–1954), Wiener Landesschulinspektor, Kritiker des NS-Bildungswesens
- Fritz Graf von Bothmer (1883–1941), Begründer der Bothmer-Gymnastik
- Winfried Böhm (* 1937), Vertreter einer „personalistischen“ Pädagogik
- Hans Bohnenkamp (1893–1977), Direktor der Pädagogischen Hochschule in Celle
- Johannes Bosco (1815–1888), ital. Seelsorger und Ordensgründer, Vertreter der Präventiv-Pädagogik
- Ekkehard von Braunmühl (1940–2020), Begründer der Antipädagogik
- Wolfgang Brezinka (1928–2020), Verfechter einer empirisch-analytischen Erziehungswissenschaft
- Jerome Bruner (1915–2016), Harvard, New York: konstruktivistische Lerntheorie, Spiralcurriculum
- Bernhard Bueb (* 1938), langjähriger Leiter der Schule Schloss Salem
- Christoph Andreas Büttner (1708–1774)

## C
- Joachim Heinrich Campe (1746–1818)
- Ruth Cohn (1912–2010) Berlin, New York, Hasliberg: Themenzentrierte Interaktion
- Johann Amos Comenius (1592–1670) Prag, Amsterdam
- Giuseppe Catalfamo (1921–1989) Vertreter eines historischen Personalismus

## D
- Johann Friedrich Gottlieb Delbrück (1768–1830) Preußen
- John Dewey (1859–1952) USA: Pragmatismus, Projektunterricht, erste Laborschule
- Adolph Diesterweg (1790–1866) Preußen
- Friedrich Wilhelm Dörpfeld (1824–1893): Herbartianer
- Moritz Wilhelm Drobisch (1802–1896): Herbartianer
- Wilhelm Dilthey (1833–1911): schuf geisteswissenschaftliche Pädagogik
- Rolf Dubs (* 1935) Schweiz: Gemässigter Konstruktivismus

## E
- Hermann Ebbinghaus (1850–1909) Berlin, Breslau: Gedächtnisforschung (Lernpsychologie)
- Philipp Eggers (1929–2016) Bonn: Pädagoge
- Johann Jakob Ewich (1788–1863) Barmen: Pädagoge

## F
- Johannes Daniel Falk (1768–1826) Weimar: Jugendsozialarbeit, ein Vorläufer der Sozialpädagogik
- Francesc Ferrer i Guàrdia (1859–1909) Barcelona: rationalistische und libertäre Erziehung, Escuela Moderna
- Fedor Flinzer (1832–1911) Dresden, Chemnitz, Leipzig: Methodik des Zeichenunterrichts
- Wilhelm Flitner (1889–1990) Hamburg: geisteswissenschaftliche Pädagogik, Oberstufenreform
- August Hermann Francke (1663–1727) Halle: Franckesche Stiftungen als Schulstadt
- Célestin Freinet (1896–1966) Frankreich
- Paulo Freire (1921–1997) Sao Paulo und Genf (Weltkirchenrat): Befreiungspädagogik, Pädagogik der Unterdrückten, Pädagogik der Hoffnung
- Friedrich Fröbel (1782–1852) Thüringen: Begründer des Kindergartens und der Spielmaterialien
- Wassilios Fthenakis (* 1937 in Kilkis) deutscher Pädagoge, Anthropologe, Genetiker und Psychologe griechischer Abstammung
- Adolf Friedrich Furchau (1752–1819), Rektor des Gymnasiums in Stralsund, Lehrer Ernst Moritz Arndts
- Carl-Ludwig Furck (1923–2011) 1. Leiter Pädagogisches Zentrum, Berlin
- Paula Fürst (1894–1942), Vertreterin der Montessoripädagogik, Berlin
- Karl Moritz Fleischer (1809–1876) liberale Bildung: Lernen statt Pauken

## G
- Robert M. Gagné (1916–2002) USA: Instructional Design
- Fritz Gansberg (1871–1950), Bremer Reformlehrer
- Hugo Gaudig (1860–1923) Reformpädagogik, „freie geistige Tätigkeit“
- Paul Geheeb (1870–1961) Reformpädagogik Odenwaldschule
- Johann Matthias Gesner (1691–1761), Schulreformer des 18. Jahrhunderts
- Elsa Gindler (1885–1961), Berlin, „die Arbeit“ zu Körperwahrnehmung und Ausdruck
- Christian Heinrich Groskurd (1747–1806), Rektor am Stralsunder Gymnasium
- N. F. S. Grundtvig (1783–1872) Dänemark: Begründer der Grundtvig-Schulen (freie Volkshochschulen).
- Johann Christoph Friedrich Guts Muths (1759–1839), Turner.

## H
- Johann Friedrich Hähn (1710–1789), Rektor von Kloster Berge und Gymnasium Ulricianum in Aurich
- Karl Hahn (1778–1854), Schulrat in Erfurt, Vertreter eines „wechselseitigen Unterrichts“, Autor pädagogischer Werke
- Kurt Hahn (1886–1974), Schule Schloss Salem, Erlebnispädagogik
- Wilhelm Harnisch (1787–1864), Weißenfelser Lehrerseminar
- Gustav Hartenstein (1808–1890): Herbartianer
- Johann Julius Hecker (1707–1768): Begründer der praxisorientierten Realschule
- Johann Friedrich Herbart (1776–1841) Königsberg, Göttingen: Begründer der wissenschaftlichen Pädagogik (Herbartianismus)
- Wilhelm Heitmeyer (* 1945): Gewalt und Sozialisation, Desintegrationstheorie, Leiter des Instituts für interdisziplinäre Konflikt- und Gewaltforschung
- Hartmut von Hentig (* 1925) Bielefeld: Laborschule, Oberstufen-Kolleg Bielefeld
- Heinz-Joachim Heydorn (1916–1974), Kritische Bildungstheorie und Erziehungswissenschaft
- Edwin Hoernle (1883–1952), marxistischer Pädagoge, Bildungsexperte der KPD
- Georg Franz Hofmann (1765–1849), Pestalozzianer, Leiter der Kantonsschule Aarau, Gründer von Schulen in Neapel und Budapest
- John Caldwell Holt, (1923–1985) deschooling, unschooling
- Wilhelm von Humboldt (1767–1835) Berlin: Bildungsreformer, Bildungstheorie
- Erich Hylla (1887–1976) Halle, Frankfurt: Pädagogische Diagnostik und Begabungsforschung

## I
- Ivan Illich (1926–2002) USA: Deschooling
- Jean Itard (1774–1838): französischer Arzt und Taubstummenlehrer

## J
- Jürg Jegge (* 1943), Schweiz (Dummheit ist lernbar)
- Jesper Juul (1948–2019), Vertreter der Familientherapie (Das kompetente Kind)

## K
- Georg Kerschensteiner (1854–1932), Bayern: berufliche Bildung, naturwissenschaftlicher Unterricht
- Ellen Key (1849–1926), schwedische Schriftstellerin, Frauenrechtlerin und Reformpädagogin
- William Heard Kilpatrick (1871–1965), USA: Projektunterricht
- Wolfgang Klafki (1927–2016), Marburg: kritisch-konstruktive Bildungstheorie (kategoriale Bildung)
- Heinz Klippert (* 1948), Landau (Pfalz): Methodik
- Janusz Korczak (1878–1942), Warschau: Pädagogik der Achtung, Beachtung und Beobachtung

## L
- Volker Ladenthin (* 1953) Bonn: Erziehungswissenschaftler
- Homer Lane (1875–1925) Pädagoge und Sozialreformer Little Commonwealth
- Wilhelm August Lay (1862–1926) Pädagoge experimentelle Pädagogik
- Dieter Lenzen (* 1947) Berlin: Philosophie der Erziehung
- Alfred Lichtwark (1852–1914) Reformpädagogik, Kunsterziehungsschule
- Hermann Lietz (1868–1919) Freie Schulgemeinde Wickersdorf
- Walther Lietzmann (1880–1959) Göttingen: Mathematikdidaktiker
- Theodor Litt (1880–1962) Leipzig, Bonn: geisteswissenschaftliche Pädagogik
- John Locke (1632–1704)
- Otto Lüthje (1902–1977) Hamburg: hauptberuflicher Mittelschullehrer und Schauspieler

## M
- John MacBeath (* 1940): Universität Cambridge Chair of Educational Leadership, Faculty of Education
- Karl Mager (1810–1858) Deutschland und Schweiz: Bürgerschulpädagoge, Streiter für eine staatsfreie Schule, Begriffsbegründer der Sozialpädagogik
- Anton Semjonowitsch Makarenko (1888–1939) Sowjetunion: pädagogische Kolonie
- Tsunesaburo Makiguchi (1871–1944) Japan, Begründer der „Werteschaffenden Erziehung“, Gründer der Soka Kyoiku Gakkai (Werteschaffende Erziehungs-Gesellschaft), heute Soka Gakkai International (SGI).
- Jean-Pol Martin (* 1943), Universität Eichstätt, Lernen durch Lehren (LdL), Neue Menschenrechte (NMR)
- Richard Meister (1895–1964) österr. Philologe und Pädagoge
- Ernst Meyer (1920–2007) Gruppenunterricht und Gruppenpädagogik
- Hilbert Meyer (* 1941) Carl von Ossietzky Universität Oldenburg, Handlungsorientierter Unterricht
- Käte Meyer-Drawe (* 1949), Ruhr-Universität Bochum, Phänomenologische Erziehungswissenschaft
- Alice Miller (1923–2010) Schweizer. Autorin und Psychoanalytikerin, Ausarbeitung der „Schwarzen Pädagogik“
- Klaus Mollenhauer (1928–1998) Deutschland: Kritische Erziehungswissenschaft, Sozialpädagogik
- Maria Montessori (1870–1952) Italien, Indien, Niederlande: Montessoripädagogik Reformpädagogik
- Marcel Müller-Wieland (1922–2015) Rumänien, Schweiz, Niederlande: individualisierende und gemeinschaftsbildende Pädagogik
- Jakob Muth (1927–1993) Deutschland: Integrationspädagogik Deutscher Bildungsrat

## N
- Alexander Sutherland Neill (1883–1973) Schottland: Reformpädagogik (Summerhill)
- Herman Nohl (1879–1960) Deutschland

## O
- Hans-Uwe Otto (1940–2020), Bielefeld: Soziologische Erziehungswissenschaften

## P
- Elizabeth P. Peabody (1804–1894), USA
- Iwan Pawlow (1849–1936) Russland: Verhaltensforschung
- Friedrich Paulsen (1846–1908), Deutschland, Kant-Forscher
- Falko Peschel (1965–), Deutschland, Begründer d. Offenen Unterrichts
- Johann Heinrich Pestalozzi (1746–1827) Schweiz, Sozialpädagogik
- Peter Petersen (1884–1952) Jena: Reformpädagogik (Jena-Plan)
- Alfred Petzelt (1886–1967)
- Jean Piaget (1896–1980) Genf: Lernpsychologie
- Georg Picht (1913–1982), Deutschland: prägte den Begriff Bildungskatastrophe, Gründer und erster Schulleiter des Internats Birklehof.
- Emmi Pikler (1902–1984), Ungarn Kleinkindpädagogik.
- Plato (427–347 v. Chr.) Schüler des Sokrates
- Willy Potthoff (1925–2006), Bielefeld, Freiburg i.Br.: Reformpädagoge (Integrierte Reformpädagogik)
- Christoph Pyl (1678–1739), Rektor in Anklam, Stettin und Stralsund

## R
- Adolf Reichwein (1898–1944), Jena, Halle, Tiefensee, Berlin: Reformpädagogik, Schulfilm, Arbeitsschule
- Wilhelm Rein (1847–1929) Jena: führender Spätherbartianer
- Friedrich Eberhard von Rochow (1734–1805), Preußen, Dorfschulreformer
- Jean-Jacques Rousseau (1712–1778) Frankreich: „Entdecker der Kindheit“
- Heinrich Roth (1906–1983), Göttingen: „realistische Wende“ der bis dahin geisteswissenschaftlich-philosophisch geprägten deutschen Pädagogik
- Jörg Ruhloff (1940–2018), Bergische Universität Wuppertal, Normproblem der Pädagogik
- Isabella Rüttenauer (1909–2007),  Vergleichende Erziehungswissenschaften A. S. Makarenko

## S
- Friedrich Daniel Ernst Schleiermacher (1768–1834) Deutschland: Bildungstheorie
- Chaim Seeligmann (1912–2009) Israel: Kibbuz-Erzieher, Historiker der Kibbuzbewegung als pädagogisches Projekt
- Edouard Séguin (1812–1880) Französischer Arzt und Pädagoge, Begründer der Geistigbehindertenpädagogik
- Anna Siemsen (1882–1951) deutsche Pädagogin, Mitbegründerin Bund Entschiedener Schulreformer
- Alfons Simon (1897–1975) Individualpsychologischer Schulreformer in Bayern
- Burrhus Frederic Skinner (1904–1990) USA: Lernpsychologie (radikaler Behaviorismus, programmiertes Lernen)
- Oskar Spiel (1892–1961) Individualpsychologischer Schulreformer in Wien
- Sokrates (469–399 v. Chr.) Mäeutik
- Eduard Spranger (1882–1963) Leipzig, Berlin, Tübingen: geisteswissenschaftliche Pädagogik
- Rudolf Steiner (1861–1925) Weimar, ...: Anthroposophie, Reformpädagogik
- Heinrich Stephani (1761–1850) Bayern: Grundschulmethodik
- Wilhelm Stern (1792–1873) Baden: Volksschulwesen
- Karl Volkmar Stoy (1815–1885) Jena: führender Herbartianer, pädagogisches Seminar mit Übungsschule

## T
- Heinz-Elmar Tenorth (* 1944), Humboldt-Universität zu Berlin, Historische Bildungsforschung
- Hans Thiersch (* 1935), Tübingen, Erziehungswissenschaftler und Sozialpädagoge: Lebensweltorientierte Soziale Arbeit
- Ernst Christian Trapp (1745–1818), Vertreter des Philanthropismus
- Johannes Trüper (1855–1921), Sozialpädagoge, Heilpädagoge

## U
- Konstantin Dmitrijewitsch Uschinski (1824–1871), Begründer der wissenschaftlichen Pädagogik in Russland

## V
- Franz Michael Vierthaler (1758–1827) Österreich
- Wilhelm Viëtor (1850–1918) deutscher Philologe, neusprachlicher Reformer
- Peter Villaume (1746–1825) deutscher Theologe, Pädagoge

## W
- Martin Wagenschein (1896–1988) Hessen: Fachdidaktik der Naturwissenschaften
- Karl Friedrich Wilhelm Wander (1803–1879), Lehrer und Sprichwortsammler
- Helmut Weck (1926–2001), Dialektische Didaktik, Akademie der Pädagogischen Wissenschaften der DDR
- Johann Hinrich Wichern (1808–1881), Sozialpädagogik
- Mauricio Wild (1937–2020) nicht-direktive Begleitung von Kindern und Jugendlichen
- Rebeca Wild (1939–2015) nicht-direktive Begleitung von Kindern und Jugendlichen
- Christian Heinrich Wolke (1741–1825), Lehrer am Philanthropinum Dessau
- Hans Würtz (1875–1958) bedeutender Krüppel- bzw. Körperbehindertenpädagoge
- Gustav Wyneken (1875–1964) Reformpädagogik, Freie Schulgemeinde Wickersdorf

## Z
- Tuiskon Ziller (1817–1882) Leipzig: führender Herbartianer
- Hans Zulliger (1893–1965) Schweizer Psychologe und Pädagoge